# Листоеды травяные

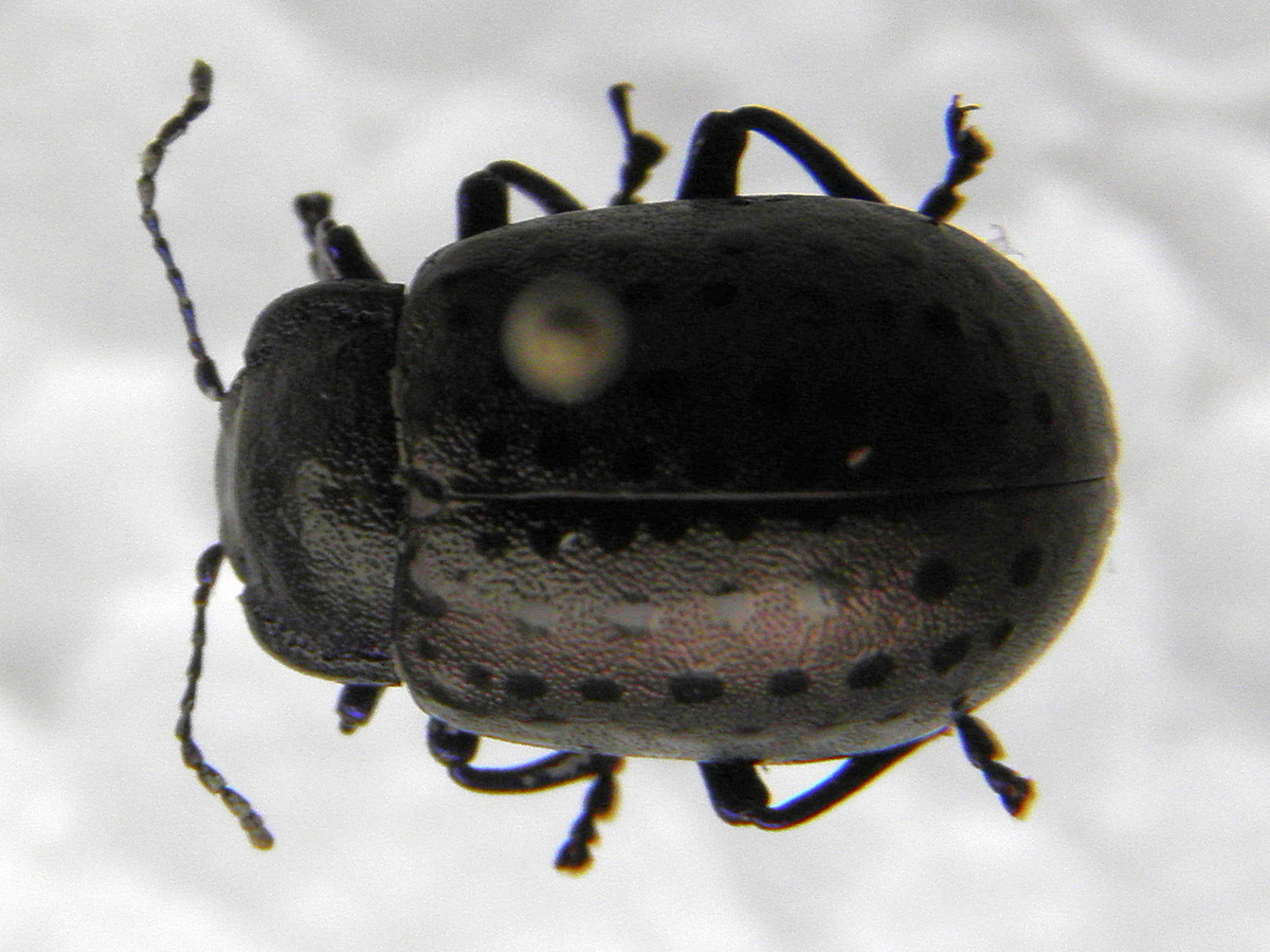
Chrysolina exanthematica

Листоеды травяные (лат. Chrysolina) — большой, в видовом составе, род жесткокрылых насекомых подсемейства хризомелины (Chrysomelinae) из семейства листоедов (Chrysomelidae). В составе рода около 470 видов и 251 подвид. Большинство из них обитает в Европе, Азии и Африке, в Северной Америке обитают всего 15 видов (некоторые из которых завезённые), также некоторые виды обитают в Австралии и Новой Зеландии, но все они являются завезёнными (например, листоед зверобойный, Chrysolina quadrigemina); Chrysolina quadrigemina в 2006 году отмечен в Южной Америке в Аргентине.
Характерными чертами данного рода, отличающими его от других в своём подсемействе, являются:
- внутренний край эпиплевр надкрылий только у вершины имеет ряд волосков;
- отросток заднегруди между средними тазиками окаймлён;
- диск надкрылий не имеет поперечных вдавлений.

## Экология
Личинки и имаго питаются на травянистых растениях в основном из семейств яснотковых, астровых и зверобойных, реже — из лютиковых, злаков, бобовых, подорожниковых, мареновых, норичниковых, гречишных и других. Некоторые виды являются монофагами, то есть питаются на одном виде растений или нескольких видах растений одного рода.
Жуки вида листоед зверобойный — монофаги, питающиеся только видами из рода зверобой. Этот вид является одним из 12 видов рода Chrysolina, которые питаются на зверобое. Важнейшим фактором, подвигающим жуков питаться зверобоем, является присутствие в растениях фотодинамически активного пигмента гиперицина. У жуков, питающихся зверобоем, имеются специфические сенсиллы — sensilla chaetaca. Это рецепторы, которые расположены у основания лапок; они помогают жуку определить, какое количество гиперицина имеется на поверхности листа зверобоя.

## Развитие
Жуки яйцекладущие, некоторые виды яйцеживородящие. Окукливание происходит в почве. Зимуют в стадии имаго, реже в стадии яйца.

## Интродукция и сельское хозяйство
Некоторые виды используются людьми в качестве биологических агентов по борьбе с сорными растениями, например, листоед зверобойный, который из Европы был интродуцирован в Северную Америку, Австралию и Новую Зеландию для борьбы со зверобоем.

## Охрана
В Великобритании два вида листоедов — листоед злаковый (Chrysolina cerealis) и листоед травяной (Chrysolina graminis) — официально охраняются государством. На территории России охраняется один вид — урянхайский листоед (Chrysolina urjanchaica Jacobson, 1875).

## Систематика
Некоторые виды этого рода:
- Chrysolina americana (Linnaeus, 1758)
- Chrysolina analis (Linnaeus, 1767)
- Chrysolina carnifex (Fabricius, 1792)
- Листоед синеполосый (Chrysolina coerulans Scriba, 1791)
- Листоед злаковый (Chrysolina cerealis (Linnaeus, 1767))
- Chrysolina chalcites (Germar, 1824)
- Chrysolina exanthematica (Wiedemann, 1821)
- Chrysolina fasciata (DeGeer, 1778)
- Листоед ясноточный (Chrysolina fastuosa (Linnaeus, 1767))
- Chrysolina fuliginosa (Olivier, 1807)
- Chrysolina geminata (Paykull, 1799)
- Листоед травяной (Chrysolina graminis (Linnaeus, 1758))
- Chrysolina gypsophilae (Küster, 1845)
- Chrysolina haemoptera (Linnaeus, 1758)
- Листоед зелёный мятный (Chrysolina herbacea (Duftschmid 1825))
- Листоед зверобойный (Chrysolina hyperici (Forster, 1771))
- Chrysolina kuesteri (Helliesen, 1912)
- Листоед окаймлённый (Chrysolina limbata (Fabricius, 1775))
- Chrysolina marginata (Linnaeus, 1758)
- Chrysolina oricalcia (O. F. Müller, 1776)
- Листоед Плигинского (Chrysolina pliginskii (Reitter, 1913))
- Листоед гладкий (Chrysolina polita (Linnaeus, 1758))
- Chrysolina quadrigemina (Suffrian, 1851)
- Chrysolina reitteri (Weise, 1884)
- Узкоокаймлённый листоед (Chrysolina sanguinolenta (Linnaeus, 1758))
- Листоед рыжий (Chrysolina staphylea (Linnaeus, 1758))
- Chrysolina sturmi (Westhoff, 1882)
- Chrysolina susterai Bechyne, 1950
- Chrysolina varians (Schaller, 1783)